# La città fantasma
La città fantasma è un'antologia di racconti di Patrick McGrath.
I tre racconti sono ambientati a New York in diverse epoche storiche: 
- L'anno della forca: i drammi della Guerra d'indipendenza americana a Manhattan
- Julius: chi non s'è nemmeno accorto della Guerra di Secessione
- Ground Zero: continuare a vivere dopo il crollo delle Torri Gemelle del World Trade Center